# 奧斯基爾 (伊久姆區)
49°11′4″N 37°25′42″E / 49.18444°N 37.42833°E

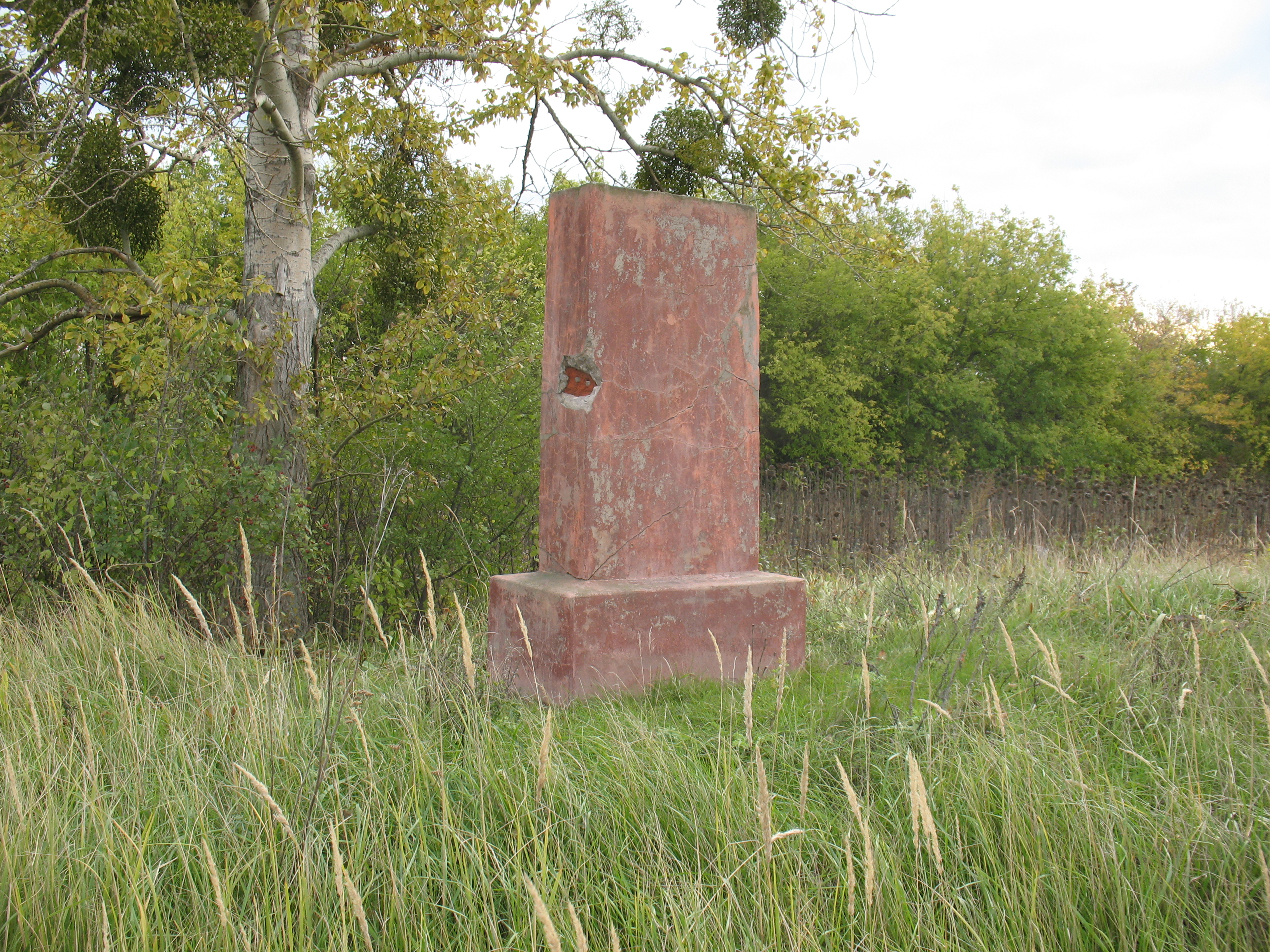
古城遗址纪念碑

奧斯基爾（烏克蘭語：Оскіл）是位於烏克蘭東部的村莊，由哈爾科夫州伊久姆區的奧斯基爾市鎮負責管轄。該村始建於1600年，面積5.56平方公里，2001年人口3,217，人口密度每平方公里578.5人。
2022年5月，奧斯基爾在乌俄战争中被俄军佔領。9月9日，烏克蘭收復了奧斯基爾。